# CSCA-Rapid Kiszyniów
CSCA-Rapid Kiszyniów (rum. Clubul Sportiv Central al Armatei-Rapid Chișinău) – mołdawski klub piłkarski z siedzibą w Kiszyniowie, stolicy Mołdawii.

## Historia
Chronologia nazw:
- 1950–1991: SKA Kiszyniów (ros. СКА Кишинёв)
- 1992–1998: CSA Victoria Cahul
- 1998–1999: CSA Victoria Kiszyniów
- 2000–2001: CSA ABV Kiszyniów
- 2001–2002: CSA Buiucani Kiszyniów
- 2002–2005: FCA Victoria Kiszyniów
- 2005–2006: CSCA-Agro Stăuceni
- 2006–2007: CSCA Kiszyniów
- 2007–2008: CSCA-Steaua Kiszyniów
- 2008–2011: CSCA-Rapid Kiszyniów
- od 2011: Rapid Ghidighici

Drużyna piłkarska SKA (Sportowy Klub Armii) została założona w mieście Kiszyniów w 1950.
Do uzyskania niepodległości Mołdawii występował w rozgrywkach lokalnych. W rozgrywkach Mistrzostw Mołdawii reprezentował mołdawskie wojsko. Przez pewien czas występował w niższych ligach często zmieniając nazwy i lokalizację. W sezonie 1995/96 jako CSA Victoria Cahul debiutował w Divizia A, w której zajął 4. miejsce. Potem w barażach zdobył awans do Wyższej Ligi Mołdawii. Po dwóch sezonach w Divizia Națională zajął spadkowe 11. miejsce i spadł do Divizia A. Przeniósł się do Kiszyniowa i z nazwą CSA Victoria Kiszyniów rozpoczął sezon 1998/1999 w 2 lidze. Do 2002 klub często zmieniał nazwy: CSA ABV Kiszyniów, CSA Buiucani Kiszyniów i FCA Victoria Kiszyniów. W sezonie 2004/2005 zajął szóste miejsce, ale już w następnym sezonie jego miejsce w pierwszej lidze zajął jego następca CSCA-Agro Stăuceni, który powstał po fuzji wojskowego klubu z „Agro Stauceni”. W 2006 klub powrócił do Kiszyniowa i zmienił nazwę na CSCA Kiszyniów. W lidze zajął 3. miejsce i zdobył awans do pierwszej ligi. W sezonie 2007/08 z nową nazwą CSCA-Steaua Kiszyniów ponownie startował w Divizia Națională. Latem 2008 połączył się z klubem Rapid Ghidighici i przyjął nazwę CSCA-Rapid Kiszyniów. Latem 2011 przywrócił nazwę Rapid Ghidighici.

## Sukcesy
- 11. miejsce w Divizia Națională: 1997/98